# Les Ableuvenettes
Les Ableuvenettes è un comune francese di 64 abitanti situato nel dipartimento dei Vosgi nella regione del Grand Est.

## Società

### Evoluzione demografica
Abitanti censiti